# My Chemical Romance
I My Chemical Romance (spesso abbreviato in MCR) sono un gruppo musicale statunitense formatosi a Newark, New Jersey, nel 2001. Dopo essersi sciolti nel 2013, hanno annunciato il loro ritorno sulle scene il 31 ottobre 2019.

## Storia del gruppo

### Gli inizi eI Brought You My Bullets, You Brought Me Your Love(2001-2002)
I My Chemical Romance si formano a Newark, nel New Jersey, nel 2001 su iniziativa del cantante Gerard Way e del batterista Matt Pelissier, amici di vecchia data. L'attacco terroristico dell'11 settembre 2001 al World Trade Center di New York spinge Way, che assiste in prima persona al crollo delle torri, a prendere la decisione di formare un gruppo musicale. Way scrive la prima canzone, Skylines and Turnstiles, proprio per esprimere i suoi sentimenti sugli episodi dell'11 settembre. Alla formazione si uniscono anche il chitarrista Ray Toro e il bassista Mikey Way, fratello minore di Gerard. È quest'ultimo a suggerire il nome per il gruppo, ispirato da un libro di Irvine Welsh intitolato Ecstasy: Three Tales of Chemical Romance.
Effettuate le prime registrazioni nell'attico di Pelissier, la band inizia a lavorare a un primo disco sotto l'etichetta indipendente Eyeball Records. In questo contesto avviene l'incontro con Frank Iero, voce e chitarra degli ormai sciolti Pencey Prep, che si unisce al gruppo solo pochi giorni prima della fine della realizzazione del primo album. Nel 2002, a pochi mesi dalla formazione dei My Chemical Romance, viene pubblicato I Brought You My Bullets, You Brought Me Your Love, primo album della band, prodotto da Geoff Rickly (leader dei Thursday). L'album ottiene un discreto successo sulla scena underground, mentre il gruppo raccoglie i primi fan suonando in piccoli club dell'East Coast e approfittando anche delle nuove opportunità offerte dai social network come Myspace.

### Three Cheers for Sweet Revenge(2003-2005)
Nel 2003 i My Chemical Romance firmarono un contratto con la major discografica Warner. L'anno successivo, il batterista Matt Pelissier venne allontanato dal gruppo a causa della sua incostanza; a sostituirlo in maniera permanente fu Bob Bryar, già tecnico del suono dei The Used nonché amico dei restanti componenti del gruppo. Nel frattempo la band insieme ad altre come Taking Back Sunday, The Used e Story of the Year intensificarono le proprie esibizioni dal vivo, contribuendo al loro successo.
Nel 2004, per la nuova etichetta i My Chemical Romance incisero Three Cheers for Sweet Revenge, fortunato album da cui sono stati estratti numerosi singoli e che la band ha promosso tramite numerosi concerti dal vivo, alcuni dei quali li hanno visti dividere il palco con i Green Day, gli Avenged Sevenfold e The Used. Il singolo forse più importante da ricordare è Helena, dedicata alla nonna Elena Lee Rush dei fratelli Way, dato che ha aiutato molto la band prima di morire (inoltre Gerard e Mikey le erano particolarmente affezionati). Gli altri singoli usciti sono stati Thank You for the Venom, I'm Not Okay (I Promise) e The Ghost of You.
All'inizio del 2005 la band si è esibita per la prima volta al Taste of Chaos, ed ha anche aperto il tour di American Idiot dei Green Day. Durante l'estate sono stati al Warped Tour con i Fall Out Boy. Sempre nello stesso anno hanno collaborato con The Used per la reinterpretazione dei Queen e di David Bowie, Under Pressure.

### The Black Parade(2006-2008)

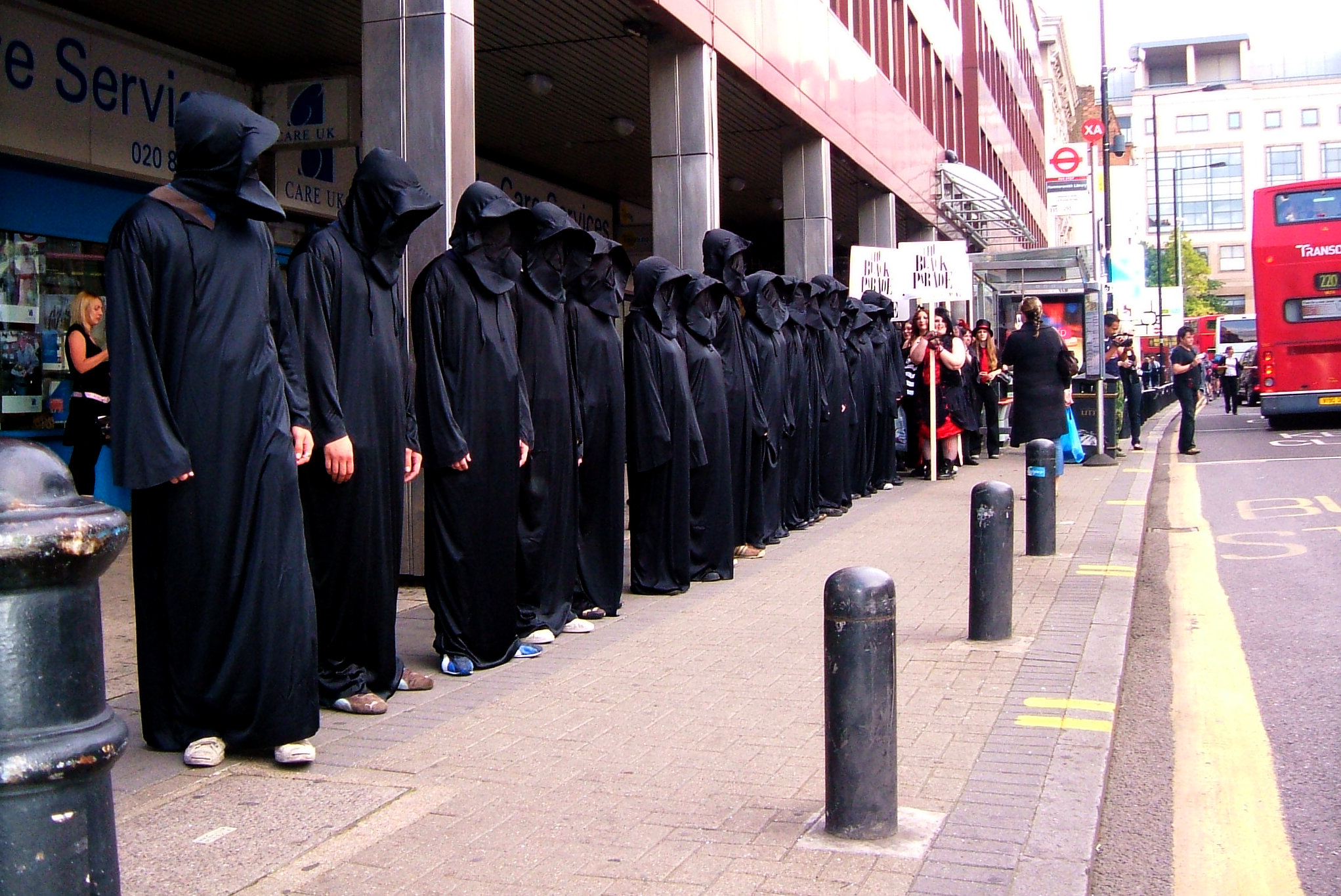
Presentazione dell'album The Black Parade a Londra

A inizio 2006 i My Chemical Romance pubblicano Life on the Murder Scene, composto da due DVD e un CD che contengono canzoni live, apparizioni in TV, dietro le quinte e altro. Il 23 ottobre 2006 è uscito il concept album The Black Parade (prodotto da Rob Cavallo), per l'etichetta Reprise Records, incentrato non tanto sull'idea della morte come superficialmente appare, ma sull'idea della rinascita e del percorso della vita. Il singolo d'apertura è Welcome to the Black Parade, la canzone che rappresenta il tema centrale del disco, pubblicato nell'ottobre 2006.
Dopo il successo del precedente, il nuovo singolo pubblicato agli inizi del 2007 fu Famous Last Words, il terzo, un ulteriore successo pubblicato nell'aprile 2007, fu I Don't Love You e il quarto, pubblicato nella tarda estate del 2007, Teenagers.
Il regista dei primi due video è Samuel Bayer, stimato e molto conosciuto nell'ambito dei video musicali grazie alle sue numerose collaborazioni con artisti come Green Day e Nirvana; il regista degli altri due video è invece Marc Webb, che aveva già lavorato con i My Chemical Romance per i video di The Ghost of You, Helena e I'm Not Okay (I Promise).

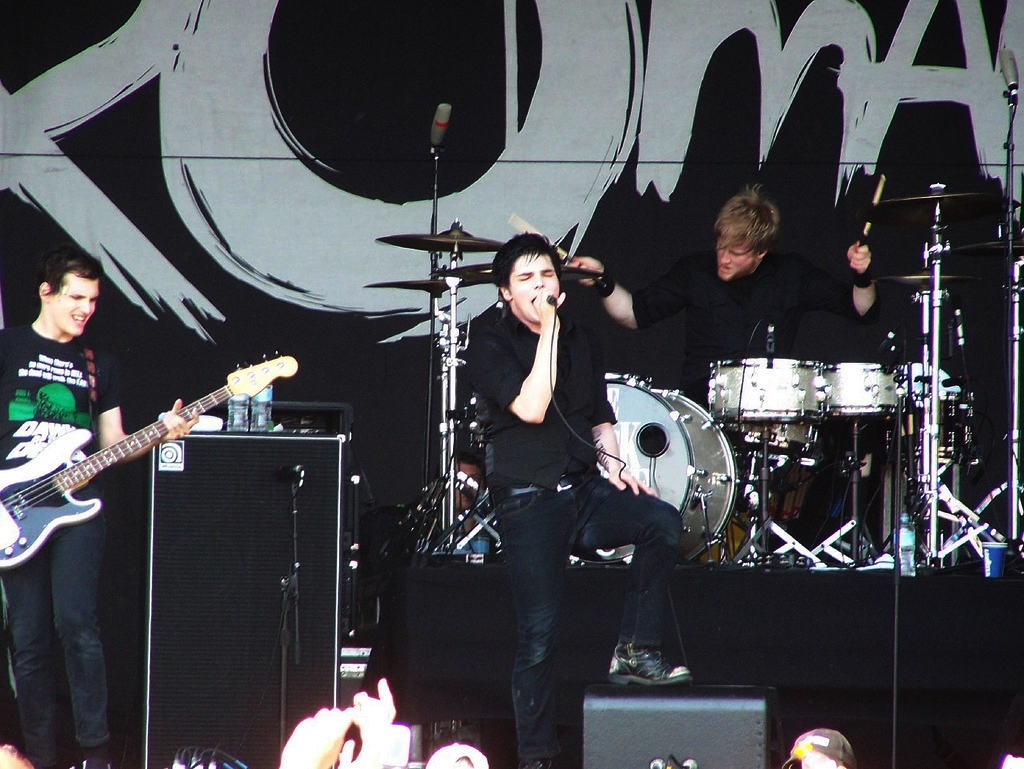
I My Chemical Romance al Big Day Out nel 2007

Dopo sei concerti tra Australia e Nuova Zelanda per il Big Day Out, a febbraio del 2007 è partito il The Black Parade World Tour durante il quale è stato annunciato che il cantante dei Reggie and the Full Effect, James Dewees avrebbe partecipato alla tournée come tastierista, ma hanno partecipato Rise Against, Thursday e Muse.
A marzo, Gerard Way ha scritto un messaggio rivolto ai fan sul sito della band in cui spiegava che il fratello Mikey sarebbe stato temporaneamente sostituito da Matt Cortez per consentirgli di passare un po' di tempo con la moglie Alicia. A luglio i My Chemical Romance hanno preso parte al Projekt Revolution dei Linkin Park, con altre band, tra quali: i Placebo, Saosin, Taking Back Sunday e HIM. Alla fine del 2007 è uscito in Giappone l'EP Live and Rare. Il 24 giugno negli Stati Uniti e il 30 giugno 2008 nel Regno Unito è uscito il secondo DVD live The Black Parade is Dead! che presenta la registrazione di due concerti uno a Città del Messico e uno a Hoboken nel New Jersey.

### Danger Days: The True Lives of the Fabulous Killjoys(2009-2011)

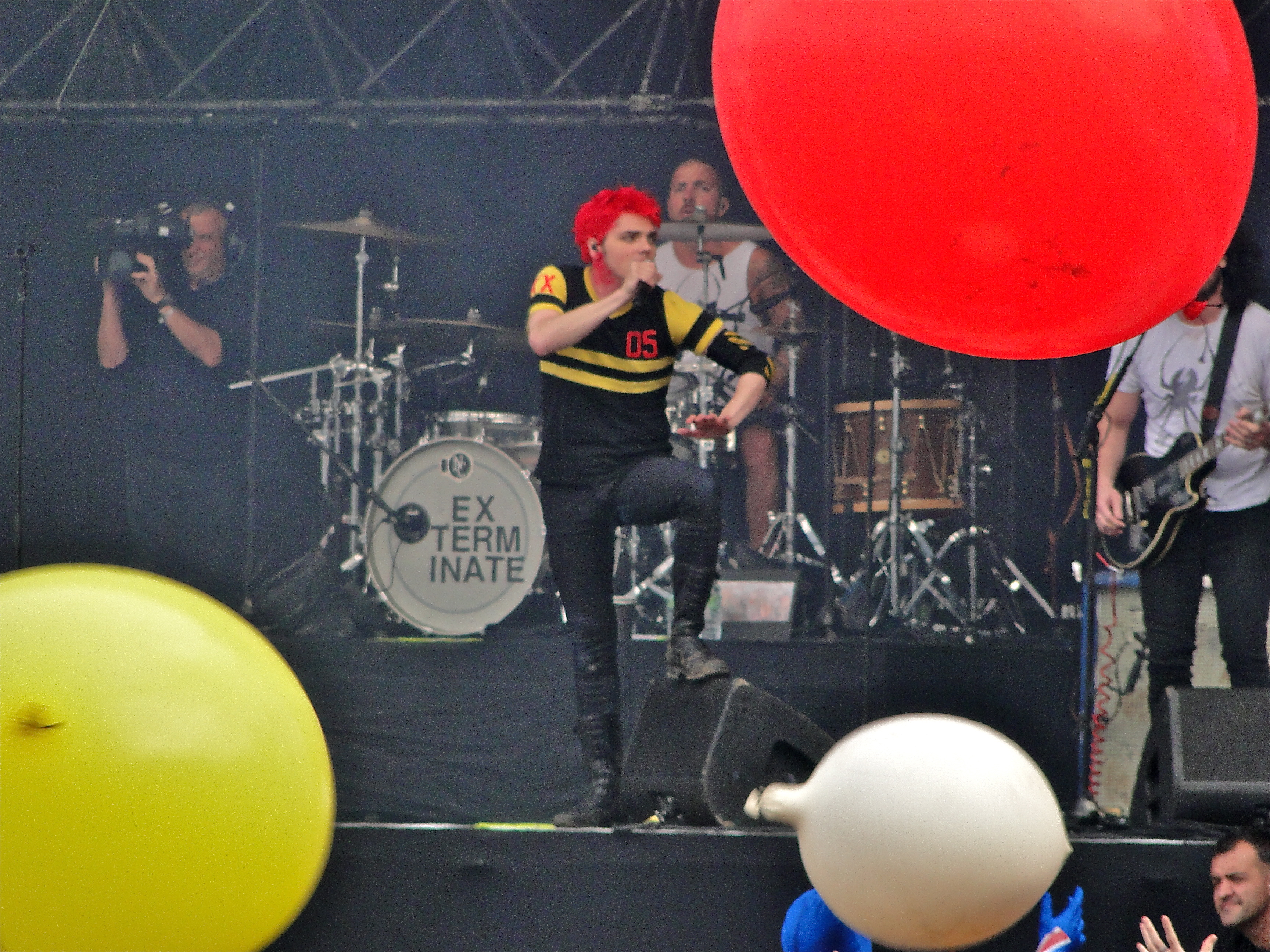
I My Chemical Romance in concerto nel 2011

Gerard Way, su Twitter il 18 gennaio 2009, ha annunciato che la band stava registrando un nuovo album in studio. Nel frattempo il gruppo ha scritto due nuove tracce: "The World is ugly" e "Stay", la prima delle quali disponibile in versione originale.
Il 26 gennaio 2009 la band ha reinterpretato Desolation Row di Bob Dylan che è stata inserita nella colonna sonora del film Watchmen. Il video è stato registrato a Los Angeles ed è stato pubblicato il 30 gennaio 2009, quattro giorni dopo il singolo. In un'intervista alla rivista Kerrang!, Gerard ha commentato che questo brano si avvicina allo stile del gruppo punk inglese Sex Pistols. Il 10 aprile 2009, la band ha pubblicato il DVD ¡Venganza!, il quale racchiude nove video tratti dalla seconda parte del concerto a Città del Messico il 7 ottobre 2007, dove la band ha suonato i brani del secondo album Three Cheers for Sweet Revenge. Questo nuovo materiale è stato pubblicato su chiavetta USB a forma di proiettile.
Nel frattempo i My Chemical Romance, stando a quanto affermato da Gerard Way durante un'intervista in occasione degli NME, stavano completando le ultime fasi di lavorazione del nuovo disco. Al fianco della band, il produttore Brendan O'Brien, famoso per aver lavorato con i Pearl Jam e Bruce Springsteen. I membri della band dichiarano che questo nuovo album si presenterà con un sound proto-punk stile The Stooges e MC5 e sarà anticipato dall'uscita di un singolo che è una lettera d'amore al rock'n'roll. Successivamente Frank Iero, chitarrista della band, ha annunciato sul sito ufficiale l'abbandono del gruppo da parte di Bob Bryar.
La band decide di scartare l'album quasi terminato e ricominciare daccapo con canzoni del tutto nuove e il concetto di una storia post-apocalittica ambientata nel 2019 in California. Mike Pedicone viene scelto come membro non ufficiale per sostituire Bryar. L'8 agosto 2010 il gruppo ha annunciato la fine della registrazione in studio dell'album e il 17 settembre pubblica sul proprio sito un video première del nuovo album, intitolato Danger Days: The True Lives of the Fabulous Killjoys, in cui si può notare il cambiamento di tema subito dal gruppo. L'album è stato pubblicato in Italia il 23 novembre 2010; il primo singolo estratto è stato Na Na Na (Na Na Na Na Na Na Na Na Na) mentre il secondo è stato Sing.
Il 24 maggio 2011, attraverso il sito ufficiale, la band ha annunciato che The Only Hope For Me Is You farà parte della colonna sonora del film Transformers 3. Il 20 luglio 2011, attraverso il sito ufficiale, viene comunicata la pubblicazione dell'EP live iTunes Festival: London 2011 Il 2 settembre 2011, attraverso il sito ufficiale e precisamente attraverso una nota di Frank Iero, i My Chemical Romance annunciano che Mike Pedicone non è più il batterista dei My Chemical Romance per aver rubato dalla band in una situazione non meglio specificata.
Nel gennaio 2012 viene annunciato il quarto singolo estratto dall'album Danger Days: The True Lives of the Fabulous Killjoys, The Kids from Yesterday. Il video non conclude la storia aperta nel video di Na Na Na (Na Na Na Na Na Na Na Na Na) continuata con Sing, ma è un collage di ricordi appartenenti alla band e al percorso che hanno fatto assieme ai fan.

### Conventional Weaponse lo scioglimento (2012-2013)

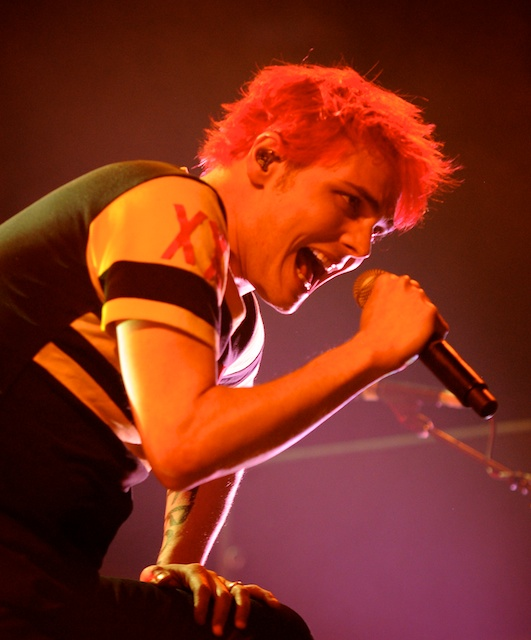
Gerard Way in concerto nel 2011

In un'intervista a Rolling Stone avvenuta nell'ottobre 2011, Frank Iero rivelò che del nuovo materiale sarebbe stato pubblicato "dall'estate". Successivamente, nel febbraio 2012 il gruppo rivelò che stavano costruendo uno studio di registrazione a Los Angeles per registrare il nuovo album, sotto il titolo di lavorazione MCR5. I My Chemical Romance lavorarono con Doug McKean, collaboratore in precedenza in The Black Parade e Danger Days: The True Lives of the Fabulous Killjoys.

Il 14 settembre, Iero annunciò attraverso il sito ufficiale un nuovo progetto intitolato Conventional Weapons. Il progetto ruota attorno a dieci brani inediti registrati nel 2009, poco prima della realizzazione di Danger Days. Il gruppo pubblicò due canzoni al mese per cinque mesi attraverso il "Conventional Weapons Sessions", iniziato nell'ottobre 2012 e terminato nel febbraio 2013. Secondo la rivista Q, Iero raccontò alcune esperienze delle prime sessioni di registrazione del quinto album con il nuovo batterista Jarrod Alexander:

Il 22 marzo 2013 il gruppo, attraverso un comunicato sul proprio sito ufficiale, annunciò la notizia del loro scioglimento:

### Il greatest hitsMay Death Never Stop Youe MCRX (2014-2016)
Il 14 novembre 2013 Gerard Way annuncia sul suo profilo Twitter che sta lavorando a qualcosa di speciale, allegando un'immagine raffigurante il numero romano MMXIII scolpito su roccia. Successivamente, il 30 novembre pubblica sempre su Twitter la copertina di quello che sarà il primo greatest hits dei My Chemical Romance: May Death Never Stop You. La raccolta verrà pubblicata il 25 marzo 2014 e includerà, oltre ai loro brani più famosi, le tre demo contenute nell'EP The Attic Demos, uno degli ultimi brani inediti che il gruppo aveva realizzato prima di sciogliersi intitolato Fake Your Death e 12 video musicali del gruppo, tra cui quello inedito realizzato per Blood. Fake Your Death è stato pubblicato come singolo il 17 febbraio 2014, accompagnato da un video/trailer realizzato da Thomas Kirk.
Il 20 luglio 2016 vengono pubblicati sul sito ufficiale dei My Chemical Romance e sui loro profili nei principali social network un logo raffigurante la sigla "MCRX" e un video riportante la data 23 settembre 2016. Questa viene successivamente rivelata essere la data di uscita di The Black Parade/Living with Ghosts, un'edizione con un disco bonus di The Black Parade realizzata in occasione del decennale dall'uscita originale del loro terzo e più celebre album in studio.

### Ritorno sulle scene (2019-presente)
Dopo essersi susseguite voci su una possibile riunione del gruppo, il 31 ottobre 2019 tramite Twitter la band comunica ufficialmente il proprio ritorno sulle scene. Il gruppo si è esibito nuovamente il 20 dicembre 2019, dopo sette anni dall'ultimo concerto, allo Shrine Expo Hall di Los Angeles, accompagnati nuovamente dal batterista Jarrod Alexander.
Dopo aver annunciato vari concerti in diversi paesi del mondo previsti nel corso del 2020, il 29 gennaio 2020 il gruppo ha pubblicato, tramite un video sul proprio canale YouTube, le date del primo tour nazionale negli Stati Uniti d'America dopo la reunion, il cui inizio era previsto per il 9 settembre dello stesso anno, ma è stato posticipato a causa della pandemia di COVID-19.
Il 13 maggio 2022 hanno pubblicato, a sorpresa, il singolo The Foundations of Decay, prima canzone inedita del gruppo dal 2014. Pochi giorni dopo, il 16 maggio, hanno dato ufficialmente inizio al loro nuovo tour mondiale esibendosi a Saint Austell, 11 anni dopo il loro ultimo concerto nel Regno Unito e oltre due anni dopo il loro ritorno sulle scene nel 2019 a Los Angeles.
Il 30 novembre 2024 viene comunicato che l'ex batterista Bob Bryar è stato trovato morto in casa da giorni.

## Stile musicale e influenze
La musica dei My Chemical Romance è stata etichettata dai media come emo, pop punk, alternative rock, post-hardcore, con influenze, quantomeno nell'album di debutto, metal e punk revival. Il gruppo stesso descrive il proprio genere come "rock" sul proprio sito web ufficiale, e rifiutano il termine "emo" per descrivere il loro stile.
I My Chemical Romance citano tra le loro maggiori influenze Queen, Thursday, Iron Maiden, Misfits, Morrissey, The Smiths e Beastie Boys. Gerard Way ha dichiarato: "Adoriamo band come i Queen, che sono grandi e maestose, ma anche gruppi come Black Flag e Misfits, che sono semplicemente incredibili." Way ha anche detto di nutrire ammirazione per i The Smashing Pumpkins.

## Formazione

### Formazione attuale
- Gerard Way – voce (2001-2013, 2019-presente)
- Ray Toro – chitarra solista, cori (2001-2013, 2019-presente)
- Frank Iero – chitarra ritmica, cori (2002-2013, 2019-presente)
- Mikey Way – basso (2001-2013, 2019-presente)

### Ex componenti
- Matt Pelissier – batteria (2001-2004)
- Bob Bryar – batteria (2004-2010)[43]

Turnisti
- James Dewees – tastiera, cori (2007-2012)
- Michael Pedicone – batteria (2010-2011)
- Jarrod Alexander – batteria (2011-2012, 2019-presente)
- Jamie Muhoberac - tastiera (2019-presente)

## Discografia

### Album in studio
- 2002 – I Brought You My Bullets, You Brought Me Your Love
- 2004 – Three Cheers for Sweet Revenge
- 2006 – The Black Parade
- 2010 – Danger Days: The True Lives of the Fabulous Killjoys

### Album dal vivo
- 2006 – Life on the Murder Scene
- 2008 – The Black Parade Is Dead!

### Raccolte
- 2013 – Conventional Weapons
- 2014 – May Death Never Stop You
- 2016 – The Black Parade/Living with Ghosts